# Invacare
Invacare Corporation (NYSE: IVC) udvikler og distribuerer ikke-akut medicinsk udstyr, herunder elkørestole, ældrescootere, gangstativer og respirationsudstyr.
Firmaet har hovedkvarter i Elyria i Ohio og markedsfører sine produkter til mere end 80 lande. Selskabets domicil i Danmark er beliggende i Brøndby.
Invacare-kørestole anvendes bl.a. til kørestolsfodbold.